# Земский врач
Земский врач — медичне видання, що виходило з липня 1888 по вересень 1892 у м. Чернігові. З 1892 року у м. Полтава.
Видання заснував відомий учений, доктор медичних наук Євген Володимирович Святловський, який все своє життя присвятив санітарній справі.
Воно було призначене для допомоги медичним працівникам, видавалось на високому професійному рівні. Також друкувалися матеріали суспільно-громадські напрямку, пов'язані з медициною. Матеріали стосувалися не тільки регіону, але й розкривали медичні проблеми всієї Російської імперії.
Одним із активних дописувачів журналу був відомий земський лікар Василь Валентинович Шеболдаєв.